# Жулиу-Мескита
Жулиу-Мескита (порт. Júlio Mesquita) — муниципалитет в Бразилии, входит в штат Сан-Паулу. Составная часть мезорегиона Бауру. Входит в экономико-статистический микрорегион Линс. Население составляет 4405 человек на 2006 год. Занимает площадь 128,209 км². Плотность населения — 34,4 чел./км².

## История
Город основан 12 октября 1948 года.

## Статистика
- Валовой внутренний продукт на 2003 составляет 18 719 409,00 реалов (данные: Бразильский институт географии и статистики).
- Валовой внутренний продукт на душу населения на 2003 составляет 4358,42 реала (данные: Бразильский институт географии и статистики).
- Индекс развития человеческого потенциала на 2000 составляет 0,755 (данные: Программа развития ООН).